# No Rest for the Wicked
A No Rest for the Wicked című lemez Ozzy Osbourne szólóalbuma, mely 1988. október 22-én látott napvilágot. 1995-ben adták ki ismét. Ez az első olyan Ozzy Osbourne lemez, amelyen már Zakk Wylde gitározik. Az új gitáros megjelenése hangzásban is új változást hozott kőkemény, kissé nyers gitárjátékával. Ezen a lemezen már nincs líraiság, leszámítva talán a Fire In The Sky című felvételt.
Az albumborítón látható kép a Crazy Babies című szám videóklipjének az egyik jelenetéből való.

## Számlista
1. Miracle Man (Osbourne, Wylde, Daisley) – 3:43
2. Devil's Daughter – 5:14
3. Crazy Babies (Osbourne, Wylde, Daisley, Castillo) – 4:14
4. Breaking All the Rules – 5:14
5. Bloodbath in Paradise – 5:02
6. Fire in the Sky – 6:24
7. Tattooed Dancer (Osbourne, Wylde, Daisley) – 3:23
8. Demon Alcohol (Osbourne, Wylde, Daisley, Castillo) – 4:27
9. Hero (nem jegyzett szám) – 4:45

Bónusz számok (2002-es újrakiadás)
1. The Liar (Osbourne, Wylde, Daisley, Sinclair) – 4:29
2. Miracle Man [Live] (Osbourne, Wylde, Daisley) – 3:47

## Közreműködők
- Ozzy Osbourne – ének, vokál
- Zakk Wylde – gitár
- Bob Daisley – basszusgitár
- Randy Castillo – dobok

Vendégzenészek
- John Sinclair – billentyűs hangszerek